# Дупельне
Дупельне (словен. Dupeljne) — поселення в общині Луковиця, Осреднєсловенський регіон, Словенія. 
Висота над рівнем моря: 544,3 м.